# دریاچه پونچوزرو
دریاچه پونچوزرو (انگلیسی: Lake Ponchozero) یک دریاچه در استان مورمانسک کشور روسیه است.